# Bernardo Sancio
Bernardo Sancio, o de Santis, (Rieti, ... – 1552) è stato un vescovo cattolico italiano.

## Biografia
Nato a Rieti, il 14 luglio 1538 fu nominato vescovo dell'Aquila da Carlo V d'Asburgo; fu confermato in questo incarico da papa Paolo III e il 1º aprile 1539 fu consacrato nella basilica di San Pietro a Roma. Fu anche avvocato concistoriale, governatore di Roma e consigliere del re. Durante il suo episcopato fu tuttavia impegnato in incarico diplomatici nelle nunziature apostoliche in Germania e nelle Fiandre; per questo, la diocesi fu retta da un vicario generale, Benedetto Oliva. Sancio morì nel 1552 mentre si trovava in nord Europa e Oliva, prima della nomina del nuovo vescovo, assunse l'incarico di vicario capitolare.